# Piero Gherardi
Piero Gherardi (Poppi, 20 novembre 1909 – Roma, 8 giugno 1971) è stato un architetto, scenografo, costumista e regista italiano.
Candidato sei volte al Premio Oscar, lo vinse due volte per i migliori costumi per La dolce vita (1962) e 8½ (1964).

## Biografia

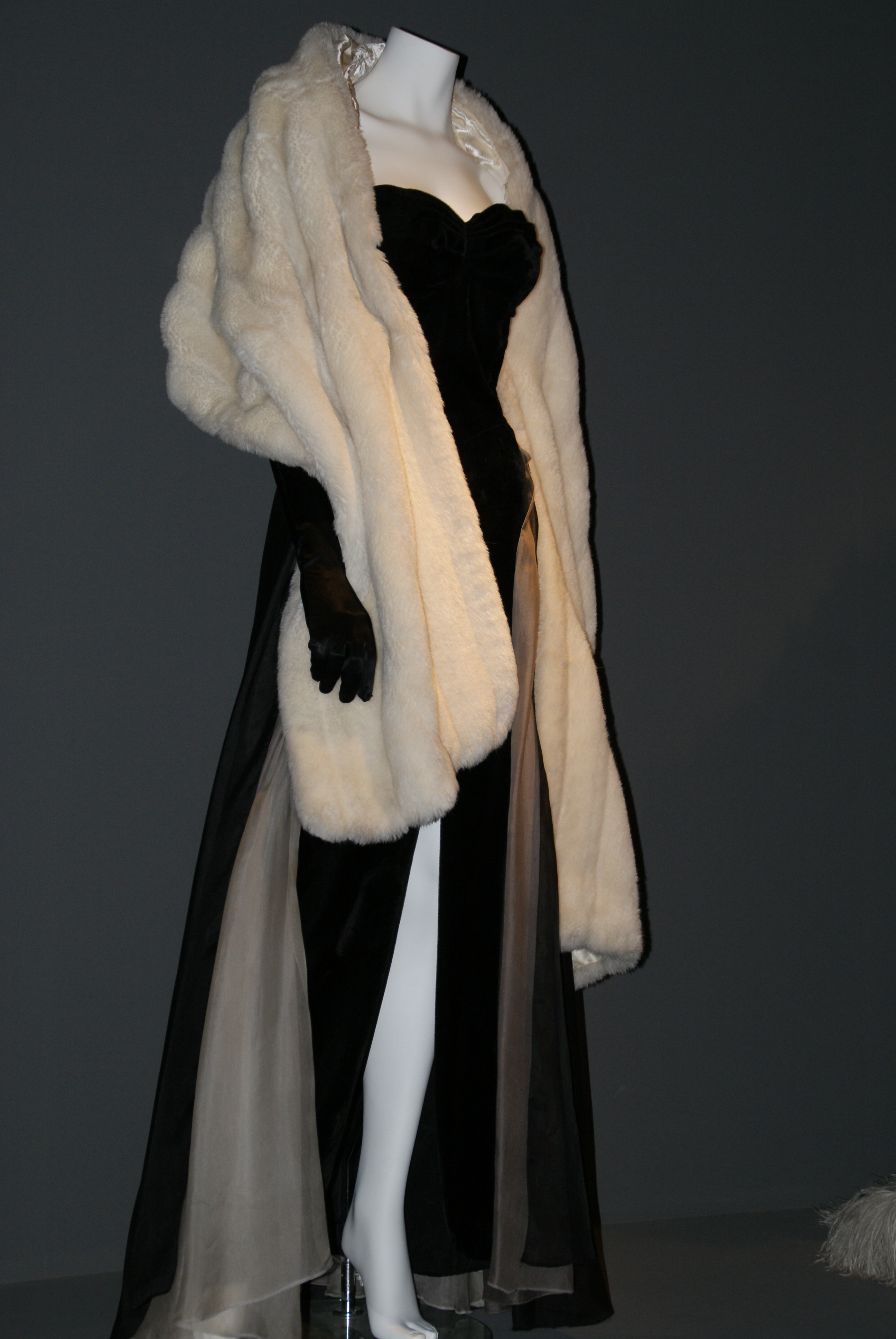
Il costume indossato da Anita Ekberg nel film La dolce vita diretto da Federico Fellini nel 1960 esposto a Cinecittà

Laureato in architettura, e architetto di professione, negli anni trenta frequentò lo studio dello scenografo Gino Carlo Sensani (1888-1947). L'impegno nel campo dello spettacolo risale all'immediato dopoguerra con l'arredamento del film Notte di tempesta (1946) di Gianni Franciolini, col quale collaborerà in altri film successivi. L'anno seguente inizierà a lavorare con Mario Soldati curando la scenografia di Eugenia Grandet e successivamente di Daniele Cortis e Fuga in Francia. I due collaborarono anche nel kolossal Guerra e pace diretto nel 1956 da King Vidor, il primo come sceneggiatore e direttore di alcune sequenze, Gherardi come arredatore.
In occasione delle riprese del film neorealista Senza pietà, di Alberto Lattuada, Piero Gherardi incontrò Federico Fellini col quale instaurerà una fortunata collaborazione con opere di grande originalità espressiva (Le notti di Cabiria, La dolce vita, 8½, Giulietta degli spiriti) attestata dall'ottenimento di prestigiosi riconoscimenti (Premi Oscar, Nastro d'Argento alla migliore scenografia e ai migliori costumi). Altre proficue collaborazioni saranno strette con Mario Monicelli (per es., I soliti ignoti, La grande guerra, L'armata Brancaleone) e Gillo Pontecorvo (La grande strada azzurra, Kapò, La battaglia di Algeri, Queimada).
Allestì apprezzate scenografie teatrali, a partire da quelle allestite per La Mandragola diretta da Pagliero e Lucignani e rappresentata al Teatro delle Arti di Roma nel 1953, e televisive: il suo ultimo lavoro fu la creazione dei costumi de Le avventure di Pinocchio di Comencini. Attorno al 1966 curò inoltre i costumi, e in molti casi la regia, dei caroselli pubblicitari destinati alla promozione della pasta Barilla che ebbero come protagonista la cantante Mina e che, per la bellezza, sono stati riproposti anche in VHS e DVD.

## Filmografia

### Scenografie
- Notte di tempesta, (1946)
- Eugenia Grandet, (1947)
- Daniele Cortis, (1947)
- Amanti senza amore, (1948)
- Senza pietà, (1948)
- Napoli milionaria (1950),
- Romanzo d'amore, (1950)
- Sensualità, (1952)
- Buongiorno, elefante!, (1952)
- Le infedeli, (1953)
- Proibito, (1954)
- Guerra e pace, (1956) [2]
- Il medico e lo stregone, (1957)
- Padri e figli, (1957)
- Le notti di Cabiria, (1957)
- I soliti ignoti, (1958)
- Risate di gioia, (1960)
- La dolce vita, (1960)
- Crimen, (1961)
- Boccaccio '70, (1962)
- 8½, regia di Federico Fellini (1963)
- La fuga, (1964)
- L'estate, (1966)
- Le Fate, (1966)
- L'armata Brancaleone, regia di Mario Monicelli (1966)
- Infanzia, vocazione e prime esperienze di Giacomo Casanova, veneziano, (1969)

### Costumi
- Daniele Cortis (1947)
- Fuga in Francia (1948)
- Amanti senza amore (1948)
- Senza pietà (1948)
- Proibito rubare, regia di Luigi Comencini (1948)
- Campane a martello (1949)
- Miss Italia (1950)
- Quel bandito sono io (Her Favorite Husband), regia di Mario Soldati (1950)
- Napoli milionaria (1950)
- Camicie rosse (Anita Garibaldi) (1952)
- L'uomo, la bestia e la virtù (1953)
- Le infedeli (1953)
- La provinciale (1953)
- Cinema d'altri tempi (1953)
- Il medico e lo stregone (1957)
- Padri e figli (1957)
- Le notti di Cabiria (1957)
- I soliti ignoti (1958)
- La grande guerra (1959)
- Risate di gioia (1960)
- Il gobbo (1960)
- La dolce vita (1960)
- Sotto dieci bandiere (1960)
- Le pillole di Ercole (1962)
- Violenza segreta (1963)
- 8½ (1963)
- La ragazza di Bube (1963)
- Tre notti d'amore regia di Renato Castellani, Luigi Comencini e Franco Rossi (1964)
- La fuga (1964)
- Le bambole (1965)
- Giulietta degli spiriti (1965)
- L'estate (1966)
- L'armata Brancaleone (1966)
- Se tutte le donne del mondo (1966)
- Diabolik (1968)
- Roma come Chicago (1968)
- Nerosubianco (1969)
- La virtù sdraiata (1969)
- Infanzia, vocazione e prime esperienze di Giacomo Casanova, veneziano (1969)
- Le avventure di Pinocchio (miniserie televisiva) (1972)